# Willem Breuker Kollektief
Het Willem Breuker Kollektief was een Nederlands orkest dat op geheel eigen wijze uiteenlopende muziekstijlen vertolkte en verbond, met de nadruk op improvisatie en theater. Het muziekgezelschap werd in 1974 opgericht door Willem Breuker en opgeheven in 2013. 

## Karakteristiek
Het Willem Breuker Kollektief had een aantal bijzondere eigenschappen. Geheel in de stijl van de oprichtingsperiode werd gekozen voor de vorm van een collectief. Dat betekende in dit geval dat elk lid van het gezelschap invloed had op de stijl en muziekkeuze. Bovendien had ieder groepslid een aanvullende taak zoals techniek of verkoop. Verder putte het gezelschap uit verschillende muziekstijlen zoals jazz en klassieke muziek zoals de muziek van Kurt Weill. Daarbij werden tevens uitstapjes gemaakt naar andere vormen van podiumkunst, zoals cabaret, koormuziek en muziektheater, waarbij humor niet werd geschuwd. De keuze voor de muzikanten sluit hierbij aan. Het collectief koos voor jonge muzikanten en oude rotten die hun sporen in  bijvoorbeeld de jazz of klassieke muziek hadden verdiend. Zo traden diverse leden van het verwante Orkest De Volharding toe tot het Kollektief.

## Ontwikkeling
Bij de oprichting in 1974 bestond het orkest naast Breuker uit de saxofonisten Herman de Wit, Bob Driessen en Maarten van Norden, de trombonisten Willem van Manen en Bernard Hunnekink, hoornist Jan Wolff, drummer Rob Verdurmen, pianist Leo Cuypers, trompettist Boy Raaymakers, fluitist Ronald Snijders, en na enige tijd volgde bassist Arjen Gorter. Het Kollektief kwam in 1975 met de muziektheatervoorstellingen La Plagiata en Anthologie. Hetzelfde jaar volgde de eerste langspeelplaat (The European Scene) en buitenlandse tournees. In 1976 speelde het Kollektief voor het eerst op het festival Klap op de Vuurpijl, dat jaren gehouden zou worden in december en waarop het Kollektief altijd een prominente rol vervulde.
Vanaf 1979 volgden verschillende wijzigingen van  het Kollektief. In deze periode voerde het gezelschap steeds meer modern-klassieke composities uit, soms met strijkers. Waarschijnlijk het bekendste voorbeeld is de bewerking van Gershwins Rhapsody in Blue. Ook waren er de theaterproducties De Vuyle Wasch (1980) en Wolkbreuk (1982). Door de samenwerking met Freek de Jonge in de theatervoorstelling Stroman en Trawanten (1983) bereikte het Kollektief een groter publiek. 
De groep kreeg grote buitenlandse erkenning en trad veel buiten Nederland op. In 1986 gaf het Amerikaanse blad DownBeat het Kollektief een eerste plaats in een van de categorieën 'big band'. In deze periode bleef de band veel twintigste-eeuwse muziek uitvoeren zoals Metropolis van de Ferde Grofé en werk van Gershwin. Violiste Lorre Lynn Trytten werd het eerste vrouwelijke lid van het Kollektief. Na 1992 volgden diverse muziektheatervoorstellingen, onder meer met Loes Luca, het dansgezelschap Djazzex en het Koor Nieuwe Muziek. In 1998 verscheen een cd met composities van Kurt Weill. Ook werd filmmuziek gemaakt.

## Einde
Door ziekte moest Willem Breuker tijdelijk het collectief verlaten, maar na een operatie in 2007 trad hij weer toe. In 2008 stopte de overheidssubsidie. Toch volgde in 2009 een tournee om het 35-jarig bestaan te vieren. Na het overlijden van Breuker in 2010 volgde in 2012 een afscheidstournee met als titel Happy End. Op 1 januari 2013 werd het Kollektief opgeheven.
- Bibsys: 3069179
- Gemeinsame Normdatei: 5512621-2
- International Standard Name Identifier: 0000 0000 8189 9572
- Library of Congress Control Number: nr92002916
- Virtual International Authority File: 121288542